# Cato, Wisconsin
Cato är en kommun (town) i Manitowoc County i Wisconsin i USA. En av bosättarna valde ortnamnet efter sin hemort Cato, New York. Vid 2010 års folkräkning hade Cato 1 566 invånare.

## Kända personer från Cato
- Thorstein Veblen, nationalekonom och sociolog